# Arnold Pannartz
Arnold Pannartz (? – 1476) német származású itáliai nyomdász a 15. században.

## Élete
Cologne-ban, a mai Kölnben született. Itália első könyvnyomdájának volt az alapítója. 1462-ig Mainzban, Fust és Schöffer műhelyében, előtte Prágában dolgozott. 1476-ban bekövetkező – állítólag pestis okozta – haláláig nyomdászként tevékenykedett. Főleg klasszika-filológiai munkákat nyomtatott.

## Együttműködése Sweynheimmel
A következő évben – itáliai bencés szerzetesek hívására – a Rómától északra található subiacói kolostorban Conrad Sweynheimmel nyomdát alapított. Itt nyomtatta ki az első teljes itáliai nyomtatványt, 1463-ban és 1464-ben Donatus nyelvtankönyvét. Ezt követte 1465-ben Lactantius munkája, a De divinis institutionibus (Az istenes oktatásokról), majd Cicero De oratore (Az ékesszólásról), valamint Hippói Szent Ágoston De civitate deije (Isten országáról), 1467-ben. Lactantius műve azért jelentős, mert ez volt az első itáliai könyv, amelyet – bár gótikus elemeket tartalmazó – antiqua betűvel nyomtattak. Mivel az egyházi köröknek ez a betűtípus tetszett leginkább, a pápa később kanonokságot adományozott a két nyomdásznak.
Itt 1466-ig dolgoztak. Pietro és Francesco Marquis de Maximis, a tudós testvérpár hívására Pannartz társával együtt Rómába ment, ahol a humanizmus erősen hatott rájuk. 1467-ben a testvérek palotájában állították fel nyomdájukat. Itt kinyomtatták Cicero leveleit – amelynek érdekessége, hogy azzal a betűnemmel nyomtatták, amelynek később cicero lett a neve, lásd – majd a Speculum humanae vitaet (Az emberi élet tükre). 1469-ben Livius írásait – többek közt a Historiae romanae decadest (A római történelem tizedei) – nyomtatták ki, de ez a munka már meghaladta anyagi lehetőségeiket, mivel a város nem kedvezett a könyvkereskedelem fejlődésének. Állítólag az ő nyomdájukból került ki az Apuleius Lucius Madaurensis Opera című ritka ősnyomtatvány is. Nicolas de Lyra Glossaejának (bibliamagyarázatainak) 5. könyvének kinyomtatásakor elfogyott a pénzük. Barátjuk és kiadójuk, Andera Bussi püspök hiába járt közben értük IV. Sixtus pápánál. A pápához beadott kérvényük értékes könyvtártörténeti forrás, mivel kiderül belőle, hogy a könyvek átlagos példányszáma akkoriban 275 kötet volt, a népszerű műveké ennek kétszerese. Leírták, hogy hét év alatt 36 munkát, főleg latin klasszikust adtak ki, összesen 12 475 példányban. A nyomda tehát a tönk szélére jutott, Pannartz és Sweynheim társas viszonya megszűnt. 1473-ban Sweynheim függetlenedett, és betűmetsző lett, későbbi adat nincs róla.

## Magyar vonatkozás
Fraknói Vilmos történetíró azt írta, hogy az első magyar nyomdász, Hess András betűinek Pannartz és Sweynheim betűi szolgáltak mintául, valamint Karai László, Mátyás király követével is az ő nyomdájukban ismerkedett meg Hess.